# Van der Veenpolder
De Van der Veenpolder is een voormalig waterschap in de provincie Groningen.
Het waterschap was gelegen aan de zuidzijde van het Hoendiep (het tegenwoordige Van Starkenborghkanaal), ten weerszijden van de weg tussen Dorp naar De Eest, ten zuidoosten van het waterschap de Lauwers. De molen stond aan het Hoendiep. Door de aanleg van het Van Starkenborghkanaal is de polder verkleind.
Waterstaatkundig gezien ligt het gebied sinds 2000 binnen dat van het wetterskip Fryslân.